# Нур-Адад
Нур-Адад — цар Ларси, Шумеру й Аккада.

## Правління
Імовірно, був засновником нової династії на престолі Ларси, хоч і мав родинні зв'язки зі своїм попередником.
Нур-Адад вів будівництво в Урі. За його правління стався руйнівний ворожий набіг (невідомо чий), а також стався катастрофічний розлив Євфрату і Тигра, що призвів до зміни русел річок і каналів, загибелі гребель. За умов такого скрутного становища Ларса не змогла зберегти колишні порівняно широкі кордони.
У Ларсі вперше бкло зведено царський палац з цегли; до цього місцеві правителі, імовірно, користувались будівлею, збудованою ще за царя III династії Ура Ур-Намму. Також Нур-Адад намагався відновити храм у закинутому місті Еріду біля Перської затоки.